# Mistrovství světa v atletice 2017 – 5000 metrů ženy
Běh na 5000 metrů žen na Mistrovství světa v atletice 2017 probíhal 10. (rozběhy) a 13. srpna (finále). Zvítězila Keňanka Hellen Onsando Obiriová.

## Rozběhy

### Rozběh 1
| Pořadí | Závodnice                     | Čas         | Postup |
| 1.     | Hellen Onsando Obiriová       | 14:56,70    | Q      |
| 2.     | Almaz Ayanaová                | 14:57,06 SB | Q      |
| 3.     | Senbere Teferiová             | 14:57,23    | Q      |
| 4.     | Susan Kruminsová              | 14:57,33    | Q      |
| 5.     | Shannon Rowburyová            | 14:57,55 SB | Q      |
| 6.     | Sheila Chepkirui Kiprotichová | 14:57,58 PB | q      |
| 7.     | Laura Muirová                 | 14:59,34    | q      |
| 8.     | Yasemin Canová                | 15:08,20    |        |
| 9.     | Alina Rehová                  | 15:10,01 PB |        |
| 10.    | Ana Lozanoová                 | 15:14,23 PB |        |
| 11.    | Bontu Rebituová               | 15:16,70 PB |        |
| 12.    | Mercyline Chelangat           | 15:16,75    |        |
| 13.    | Andrea Seccafienová           | 15:19,39    |        |
| 14.    | Ayuko Suzukiová               | 15:24,86    |        |
| 15.    | Eloise Wellingsová            | 15:25,92    |        |
| 16.    | Camille Buscombová            | 15:40,41    |        |
|        | Sarah Lahtiová                | DNS         |        |

### Rozběh 2
| Pořadí | Závodnice                     | Čas         | Postup |
| 1.     | Letesenbet Gideyová           | 14:59,34    | Q      |
| 2.     | Sifan Hassanová               | 14:59,85    | Q      |
| 3.     | Shelby Houlihanová            | 15:00,37 PB | Q      |
| 4.     | Eilish McColganová            | 15:00,38 PB | Q      |
| 5.     | Margaret Chelimo Kipkemboiová | 15:00,39    | Q      |
| 6.     | Karoline Bjerkeli Grøvdalová  | 15:00,44 SB | q      |
| 7.     | Molly Huddleová               | 15:03,60    | q      |
| 8.     | Kalkidan Gezahegneová         | 15:07,19 PB | q      |
| 9.     | Rina Nabeshimaová             | 15:11,83 PB |        |
| 10.    | Madeline Hillsová             | 15:13,77    |        |
| 11.    | Stella Chesangová             | 15:23,02    |        |
| 12.    | Jessica O'Connellová          | 15:23,16    |        |
| 13.    | Muriel Coneoová               | 15:26,18 NR |        |
| 14.    | Heidi Seeová                  | 15:38,86    |        |
| 15.    | Stephanie Twellová            | 15:41,29    |        |
| 16.    | Julia Šmatenkoová             | 16:40,36    |        |
|        | Genzebe Dibabaová             | DNS         |        |

## Finále
| Pořadí           | Závodnice                     | Čas         |
| Zlatá medaile    | Hellen Onsando Obiriová       | 14:34,86    |
| Stříbrná medaile | Almaz Ayanaová                | 14:40,35 SB |
| Bronzová medaile | Sifan Hassanová               | 14:42,73    |
| 4.               | Senbere Teferiová             | 14:47,45    |
| 5.               | Margaret Chelimo Kipkemboiobá | 14:48,74    |
| 6.               | Laura Muirová                 | 14:52,07    |
| 7.               | Sheila Chepkirui Kiprotichová | 14:54,05 PB |
| 8.               | Susan Kruminsová              | 14:58,33    |
| 9.               | Shannon Rowburyová            | 14:59,92    |
| 10.              | Eilish McColganová            | 15:00,43    |
| 11.              | Letesenbet Gideyová           | 15:04,99    |
| 12.              | Molly Huddleová               | 15:05,28    |
| 13.              | Shelby Houlihanová            | 15:06,40    |
| 14.              | Kalkidan Gezahegneová         | 15:28,21    |
|                  | Karoline Bjerkeli Grøvdalová  | DNF         |